# Lukocrevo
Lukocrevo (em cirílico: Лукоцрево) é uma vila da Sérvia localizada no município de Novi Pazar, pertencente ao distrito de Réscia, na região de Ráscia e Sanjaco. A sua população era de 131 habitantes segundo o censo de 2011.

## Demografia
| 1948 | 1953 | 1961 | 1971 | 1981 | 1991 | 2002 | 2011 |
| ---- | ---- | ---- | ---- | ---- | ---- | ---- | ---- |
| 346  | 387  | 398  | 385  | 303  | 237  | 186  | 131  |